# Félicia Ballanger
Félicia Michele Sylviane Ballanger (* 12. Juni 1971 in La Roche-sur-Yon) ist eine ehemalige französische Bahnradsportlerin. Sie ist dreifache Olympiasiegerin und wurde zehn Mal Weltmeisterin. Sie war die dominierende Bahnsprinterin der 1990er Jahre.

## Sportliche Laufbahn
Felicia Ballanger wurde von ihrer Mutter, die ein großer Fan des italienischen Tour-de-France-Siegers Felice Gimondi war, nach diesem Felicia genannt; ihr Bruder erhielt den Namen Frédéric nach dem spanischen Rennefahrer Federico Bahamontes. Sie spielte zunächst Handball, bis sie mit Bahnradsport auf der Radrennbahn in ihrer Heimatstadt begann. Weil sie schneller als ihre männlichen Konkurrenten war, weigerten sich diese, weiterhin mit ihr zu trainieren, wechselte sie im Alter von 15 Jahren zu einem Club in Saint-Sébastien-sur-Loire. Schon damals sagte ein dortiger Funktionär angesichts ihrer ungewöhnlichen Willensstärke voraus: „Un jour, elle sera championne du monde.“ („Eines Tages wird sie Weltmeisterin sein.“)
1988 wurde Ballanger im dänischen Odense Junioren-Weltmeisterin im Sprint, 1991 und 1992 französische Sprint-Meisterin der Elite. Im selben Jahr startete sie bei den Olympischen Spielen in Barcelona und belegte im Sprint Rang vier. Anschließend erlitt sie schwere Verletzungen an Oberschenkel und Schlüsselbein, weshalb sie einige Zeit ihr Selbstvertrauen verlor und sich in psychologische Behandlung begab. 1995 wurde sie in Bogotá erstmals Doppel-Weltmeisterin in Sprint und im 500-Meter-Zeitfahren.
Bei den Olympischen Spielen 1996 in Atlanta gewann Ballanger die Goldmedaille im Bahnradsprint, nachdem sie im Viertelfinale die Titelträgerin, Erika Salumäe aus Estland, bezwungen hatte; in einem der beiden Läufe kam es zu einem Stehversuch über drei Minuten. Bei den folgenden Olympischen Spielen in Sydney gewann sie ihr zweites und drittes Olympiagold, wieder im Bahnsprint und im Zeitfahren. Insgesamt fünfmal – 1995, 1996, 1997, 1998 und 1999 – wurde sie Doppel-Weltmeisterin im Sprint und im Zeitfahren und ist damit die bisher einzige Radsportlerin, der dieser Doppelsieg in fünf aufeinanderfolgenden Jahren gelang (Stand 2018). Hinzu kamen mindestens 15 Titel bei französischen Meisterschaften. Nach den Olympischen Spielen 2000 in Sydney trat sie vom aktiven Radsport zurück. 2004 ging sie nochmals bei französischen Meisterschaften an den Start und belegte im Zeitfahren Platz drei.

## Nach dem Sport
Ab 2001 war Félicia Ballanger für einige Zeit Vizepräsidentin des französischen Radsportverbandes. Sie lebt in Nouméa, Neu-Kaledonien, wo sie sich auch politisch engagiert. Zudem war sie als Kommentatorin des französischen Fernsehens tätig. Ballanger war verheiratet mit den Radsportler Benoît Vétu.

## Erfolge
1988
- Junioren-Weltmeisterin - Sprint

1991
- Französische Meisterin - Sprint

1992
- Französische Meisterin - Sprint

1994
- Weltmeisterschaft - Sprint
- Französische Meisterin - Sprint

1995
- Weltmeisterin - Sprint, 500-Meter-Zeitfahren
- Französische Meisterin - Sprint, 500-Meter-Zeitfahren

1996
- Olympiasiegerin - Sprint
- Weltmeisterin - Sprint, 500-Meter-Zeitfahren
- Französische Meisterin - Sprint, 500-Meter-Zeitfahren

1997
- Weltmeisterin - Sprint, 500-Meter-Zeitfahren
- Französische Meisterin - Sprint, 500-Meter-Zeitfahren

1998
- Weltmeisterin - Sprint, 500-Meter-Zeitfahren
- Weltcup in Berlin - Sprint, 500-Meter-Zeitfahren
- Weltcup in Hyères - Sprint, 500-Meter-Zeitfahren
- Französische Meisterin - Sprint, 500-Meter-Zeitfahren

1999
- Weltmeisterin - Sprint, 500-Meter-Zeitfahren
- Weltcup in Frisco - Sprint, 500-Meter-Zeitfahren
- Französische Meisterin - Sprint, 500-Meter-Zeitfahren

2000
- Olympiasiegerin - Sprint, 500-Meter-Zeitfahren
- Französische Meisterin - Sprint, 500-Meter-Zeitfahren